# Conura biannulata
Conura biannulata är en stekelart som först beskrevs av William Harris Ashmead 1904.  Conura biannulata ingår i släktet Conura och familjen bredlårsteklar. Inga underarter finns listade i Catalogue of Life.